# Inge und die Millionen
Inge und die Millionen ist ein deutscher Spielfilm aus dem Jahre 1933. Regie führte Erich Engel nach einem Drehbuch von Curt Johannes Braun und Emil Burri. In den Hauptrollen waren Brigitte Helm und Willy Eichberger zu sehen.

## Handlung
Die Berliner Sekretärin Inge Hensel reist im Auftrag ihres Chefs, dem Bankier Seemann, in die Schweiz. Sie soll Geld der Bank dorthin bringen, was aber im Deutschland des Jahres 1933 verboten ist. Auf dem Bahnhof in Konstanz trifft sie auf Walter Brink, der seinen Zug nach Berlin verpasst und beschließt, sie nach Schaffhausen zu begleiten. Dort verbringen sie den Nachmittag zusammen, sodass Inge zu ihrem Treffen mit Seemanns Geschäftspartner Conrady zu spät kommt. Auf der gemeinsamen Rückfahrt meint Walter, er wolle Inge in Berlin öfter sehen, doch sie meint, das wäre nicht möglich.
Seemann und seine Geschäftspartner Conrady und Kutzner machen sich Sorgen um ihr Geld und wollen alles ins Ausland schaffen. Dazu wollen sie alle ihre Kredite kündigen, auch den von Walters Chef, dem Speditionsbesitzer Böttcher, der persönlich in die Bank kommt, um eine Verlängerung zu bekommen. Seine Firma laufe gut, und er mache sich Sorgen um seine Mitarbeiter und deren Familien. Doch Seemann bleibt hart. Walter möchte Inge zu der von ihm organisierten Hochzeitsfeier seines Freundes Lindemann mit der Wirtstochter Lotte einladen. Inge muss aber arbeiten, da Seemann sie bei einem Treffen mit Conrady haben will. Dieser sieht darin jedoch nur eine Möglichkeit sich zu betrinken. Inge fährt daraufhin zu der Hochzeitsfeier, die in der Firma Böttchers stattfindet. Als die Feiernden Böttcher abholen wollen finden sie ihn tot vor; er hat sich umgebracht.
Die Vermögenswerte der Spedition werden weit unter Wert versteigert, weshalb Walter versucht, Seemann dazu zu bringen, die Versteigerung zu unterbrechen und ein paar Tage später mit wahrscheinlich besserem Ertrag fortzusetzen. Dieser vergewissert sich, dass es auch so für seine Forderungen reicht und besteht darauf, sofort weiterzumachen. Inge soll dabeibleiben und ihm danach das Geld bringen. Als sie dies tut, ist Seemann bereits dabei, sich ins Ausland abzusetzen. Er lädt sie ein mitzukommen, doch als Conrady mit Freunden zu einer Auszugsfeier eintrifft geht Inge in die Wirtschaft von Lottes Eltern. Dort schreibt sie eine Selbstanzeige wegen Devisenschmuggel und sendet sie per Post zur Polizei. Bevor sie ins Gefängnis geht möchte sie jedoch noch einen schönen Abend mit Walter verbringen. Dieser weiß nichts davon und spricht von Hochzeit. Erst als er sie mitten in der Nacht nach Hause bringt bemerkt er, dass sie Probleme hat. Sie nimmt ihn mit in die Wohnung um es ihm zu erklären. Dort finden sie Seemann aber vor, der Inge von einer Anzeige abbringen möchte. Walter verlässt die Wohnung entrüstet. Kurz darauf kommt die Polizei und verhaftet Seemann und Inge.
Am nächsten Morgen sucht Walter Hilfe bei Lotte, die ihm versichert, Inge sei die Richtige für ihn. Als sie in der Zeitung lesen, dass Inge verhaftet wurde, eilt Walter zur Polizei um ihr zu helfen. Inge wurde jedoch bereits freigelassen. Nun steht der Hochzeit von Inge und Walter nichts mehr im Wege.

## Hintergrund
Bereits im ersten Regierungsjahr der Nationalsozialisten, in dem Inge und die Millionen entstand, war der Einfluss der Regierung auf die Filmwirtschaft zu spüren. So schrieb Klaus Kreimeier, dass Erich Engel vorgeworfen wurde, ein „krasser Kommunist“ zu sein. Er soll sich dagegen ausgesprochen haben, Christen zu verpflichten. Solle sich dies bestätigen, so hieß es, würde sein Vertrag für einen Film mit Brigitte Helm aufgelöst werden. Offensichtlich ist dies aber nicht geschehen.
Für den Juden Otto Wallburg war die Rolle des Conrady Inge und die Millionen die vorletzte im deutschen Film. Armin Loacker verbindet dies mit einem Ratschlag Deutschlands an die österreichischen Filmproduzenten, nach dem Juden nur in Rollen eingesetzt werden sollten, die der „Mentalität der Rasse“ entsprächen.
Zusätzlich zu den im Vorspann genannten Schauspielern werden auf den Seiten der Friedrich-Wilhelm-Murnau-Stiftung noch Josef Sieber, Walter Steinbeck, Paul Rehkopf, Harry Hardt, Fita Benkhoff und Elfriede Jerra genannt.
Inge und die Millionen wurde in Berlin und Konstanz sowie auf einem Raddampfer auf dem Bodensee gedreht. Die Innenaufnahmen entstanden im Oktober 1933 im Ufa-Atelier Neubabelsberg.

## Veröffentlichung
Inge und die Millionen wurde am 22. Dezember 1933 in Berlin im Ufa-Theater Kurfürstendamm uraufgeführt. Produktions- und Verleihfirma war dabei die Universum Film AG (UFA).

## Rezeption
Inge und die Millionen wurde als Erfolgsfilm bezeichnet.
Der Historiker Harold James beschreibt die Situation für Filmemacher im Deutschen Reich als schwierig. Viele Inhalte waren verboten, es gab aber keine Regularien darüber, was Filme enthalten sollten. Neben „leichter Unterhaltung“ blieb den linientreuen Studios nur Kritik an dem, was vom Nationalsozialismus als besonders an der Weimarer Republik kritisiert wurde. Dies seien „Materialismus und Individualismus“ sowie auch „Devisenschieberei und Kapitalflucht“, und „natürlich an den Juden“. Inge und die Millionen habe sich „gegen alles zugleich“ gewandt und wird deshalb als Beispiel genannt.